# Scripps-Blades News Association
Pour les articles homonymes, voir Scripps.
La Scripps-Blades News Association était une agence de presse de l'Empire de presse Scripps-Howard, fondée en 1897 dans l'Ohio par Edward Willis Scripps pour établir un lien entre des quotidiens de la côte est et de la côte ouest, qui a posé les premiers jalons d'une agence plus grande créée en 1907, la United Press, future United Press International. Son directeur général était  Hamilton B. Clark  et son rédacteur en chef Max Balthazar.

## Histoire
Edward Willis Scripps avait été nommé  en 1887 à la tête du groupe familial puis écarté par ses deux demi-frères, plus âgés et plus fortunés. 
Brouillé avec eux, il fonde en 1889 un mini-groupe de 3 journaux, la "Scripps MacRae League", en associant au capital et à la direction l'un de ses cadres, Milton A. McRae (1858 – 1930). Le groupe devient à son tour en 1897 une agence de presse, basée à Cleveland mais implantée également sur la côte ouest, via une association supplémentaire, qu'il baptise "Scripps-Blades News Association"Edward Willis Scripps s'adresse en priorité aux journaux de la côte pacifique parce que la United Press (association) n'était pas implantée dans ce secteur, expliquera-t-il. L'opérateur de télégraphe qui avait inventé le "Code Phillips", Walter P. Phillips, ex-cadre de la United Press (association), s'occupe au même moment des journaux de la côte est, qui sont toujours dans la "Scripps MacRae League", dirigée par Robert F. Paine pour le compte d'Edward Willis Scripps.
La Scripps-Blades News Association sera rebaptisée, quatre ans plus tard, "Scripps News Association" qui s'adresse aux journaux de l'est comme de l'ouest. Entretemps, le groupe a lancé les quotidiens Seattle Star et The Akron Press en 1899. En 1900, la Cour suprême de l'Illinois, par l'Arrêt Inter Ocean Publishing contre Associated Press, décide qu'un journal peut exiger son adhésion à deux agences concurrentes, même si l'une des deux le lui refuse. Cette décision sécurise les quotidiens tentés de rejoindre l'Empire de presse Scripps-Howard mais qui craignaient de subir les foudres de l'Associated Press.